# Robert Grimm

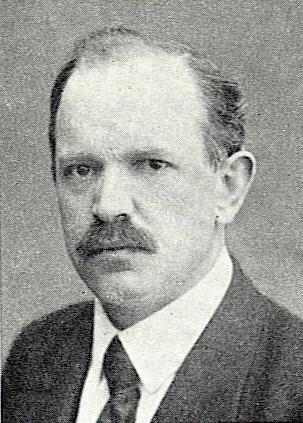
Robert Grimm.

Robert Grimm, född den 16 april 1881 i Wald, kantonen Zürich, död den 8 mars 1958 i Bern. var en schweizisk socialistisk politiker.
Grimm, som ursprungligen var typograf, var 1909–1918 redaktör för Berner Tagwacht och tillhörde från 1911 nationalrådet. Grimm, som var en av partiets ledare, tillhörde en radikal riktning inom socialdemokratin och deltog i Zimmerwaldkonferensen under första världskriget.